# Plagiomnium cordatum
Plagiomnium cordatum är en bladmossart som beskrevs av T. Koponen och J.C. Norris 1983. Plagiomnium cordatum ingår i släktet praktmossor, och familjen Mniaceae. Inga underarter finns listade i Catalogue of Life.